# Fixisme (geologie)

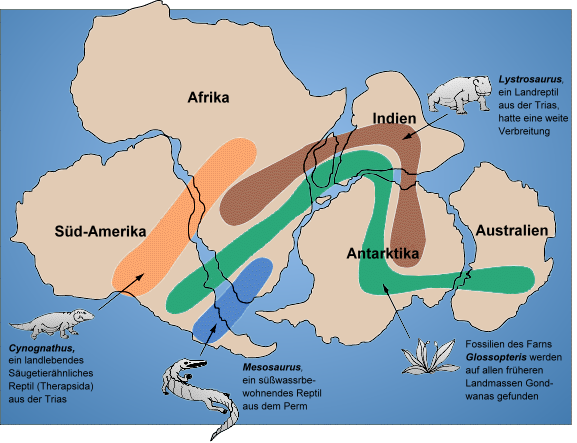
De met verschillende kleuren aangegeven paleogeografische verspreidingsgebieden van de Mesozoïsche soorten Cynognathus, Mesosaurus, Glossopteris en Lystrosaurus. Het feit dat deze verspreidingsgebieden, wanneer de continenten Afrika en Zuid-Amerika tegen elkaar aan geschoven worden, precies aansluiten gold als een sterk argument voor continentverschuiving. Aanhangers van het fixisme probeerden dit te verklaren met landbruggen tussen de twee continenten.

Het fixisme of permanentisme is een achterhaald concept in de geologie, dat tot de paradigmaverschuiving bij de doorbraak van de platentektoniek in de jaren zestig maatgevend was op het gebied van tektonische vraagstukken. Fixisme houdt in dat de aardkorst min of meer vast op de globe ligt, zodat tektonische processen altijd ongeveer op de plek hebben plaatsgevonden waar hun sporen tegenwoordig terug te vinden zijn. Uit het principe volgt dat tektonische bewegingen in de aardkorst voornamelijk verticaal van aard zijn, horizontale bewegingen (overschuivingen) spelen volgens het fixisme maar een kleine rol. De meeste tektonische studies van voor de ontwikkeling van de theorie van platentektoniek waren gebaseerd op het principe van fixisme.
Uit het fixisme volgt ook dat alle continenten tijdens het ontstaan van de aardkorst op dezelfde plek verblijven. Dat desondanks horizontale overschuivingen in gebergten voorkomen, werd in de tijd dat het fixisme als maatgevend gold verklaard met de geosynclinetheorie.
Een gevolg van het geloof in fixisme was dat grootschalige overschuivingen, zoals in gebergten voorkomen, lang niet goed verklaard of herkend werden. In het midden van de 19e eeuw ontdekte de Britse geoloog Roderick Murchison (1792 - 1871) al grootschalige overschuivingen in Wales en de Zwitserse geoloog Arnold Escher (1807 - 1872) een grootschalige overschuiving in de Alpen. Om de hoon van zijn collega's te ontlopen verklaarde Escher de overschuiving echter als een enorme plooistructuur, hoewel hij zelf inzag hoe vergezocht die interpretatie was. Tot ver in de 20e eeuw werd de ware aard van veel overschuivingen niet herkend.
Aan het einde van de 19e eeuw werden fossielen van bepaalde Mesozoïsche soorten zowel in Zuid-Amerika als in Afrika gevonden. Aanhangers van het fixisme verklaarden dit door landbruggen te veronderstellen, later weggeslagen of overspoelde verbindingen tussen de continenten waarover de dieren/planten zich naar het andere continent konden verspreiden.
Tussen 1924 en 1927 werd door middel van echoloodmetingen aan boord van het onderzoeksschip Meteor voor het eerst de bathymetrie van de Atlantische Oceaan in kaart gebracht. Daarbij werd onder andere de Mid-Atlantische Rug ontdekt. Aanwijzingen voor afgezonken landbruggen werden echter niet gevonden. Dit maakte de landbruggentheorie minder geloofwaardig, maar desondanks werd de theorie pas met de ontdekking van oceanische spreiding in de jaren 60 afgedaan.
Het tegenovergestelde van fixisme is mobilisme, het principe dat horizontale bewegingen in de aardkorst maatgevend zijn. Op dit principe was Alfred Wegeners theorie van continentverschuiving gebaseerd.